# Vanda alpina
Die Orchidee Vanda alpina ist eine epiphytisch wachsende Pflanze aus der Gattung Vanda aus Südostasien.

## Beschreibung
Vanda alpina wächst als monopodialer Epiphyt. Der Spross erreicht eine Länge von 5 bis 18 cm bei 0,5 bis 1 cm Durchmesser. Die zweizeilig angeordneten, ledrigen oder leicht fleischig verdickten Blätter sind 5 bis 16 cm lang und 0,7 bis 1,4 cm breit. Die Spitze ist asymmetrisch zweilappig.
Im Juni bis Juli erscheinen zwei oder drei Blütenstände jeweils aus einer Blattachsel. Die Blütenstandsachse ist 1,5 bis 2,5 cm lang, ein bis drei duftende Blüten stehen im vorderen Drittel. Die oval-dreieckigen Tragblätter sind 0,2 bis 0,3 cm groß. Blütenstiel und Fruchtknoten sind gelblich grün und messen 1,2 bis 2 cm. Die Blüten sind fleischig, gelblich-grün, sie öffnen sich nicht sehr weit, ihr Durchmesser beträgt 1,2 bis 2 cm. Die Sepalen sind schmal oval, 1,1 bis 1,5 cm lang und 0,4 bis 0,6 cm breit, an der Basis keilförmig zulaufend. Die Petalen sind etwas kleiner, etwas asymmetrisch geformt, an der Basis abrupt verschmälert (genagelt). Die Lippe besitzt an der Basis keinen ausgeprägten Sporn, aber eine sackartige Vertiefung. Diese ist rot-braun gefärbt, die Basis der Lippe ist weiß, die Spreite hell grün-gelb mit violetten Streifen. Die kleinen, abgerundeten Seitenlappen der dreilappigen Lippe stehen aufrecht und sind außen grün, innen rötlich. Das Ende des Mittellappens ist leicht eingezogen oder undeutlich dreilappig, er besitzt vorne zwei hornförmige, gebogene Anhängsel. Auf der Lippe können sich drei längs verlaufende, kurze Kiele befinden. Die Säule ist weiß, 0,3 bis 0,4 cm lang, im Querschnitt halbkreisförmig. Sie trägt das kugelige, weiße Staubblatt.
Die Chromosomenzahl beträgt 2n=38.

## Verbreitung
Vanda alpina ist in Südostasien beheimatet, ihr Verbreitungsgebiet zieht sich am Südosthang des Himalaya von Bhutan über Indien, Nepal und den Süden der chinesischen Provinz Yunnan bis ins nördliche Vietnam. Sie kommt in Höhenlagen von 1000 bis 1600 Meter vor.

## Systematik und botanische Geschichte
Vanda alpina wurde 1836 von Gibson in Indien gefunden, er schickte lebende Pflanzen nach England, wo sie von Lindley 1838 als Luisia alpina in Edwards's botanical register 24 (Misc.) Seite 56 beschrieben wurde. Lindley selbst änderte diese Einordnung 1853, indem er sie in Folia Orchidacea. An Enumeration of the Known Species of Orchids ... Band 1, (Vanda 4) Seite 10 in die Gattung Vanda stellte. Garay stellte 1986 die Gattung Trudelia mit Trudelia alpina (Lindl.) Garay als Typusart auf, die jedoch inzwischen wieder als Synonym zu Vanda angesehen wird. Die sehr ähnliche Vanda griffithii wird gelegentlich als Synonym zu Vanda alpina gestellt. Die weiteren als Trudelia eingeordneten Arten sind ebenfalls recht ähnlich, etwa Vanda cristata und Vanda chlorosanthes.

## Belege
1. 1 2 3 4  
Alexandra Bell, Xinqi Chen: Vanda. In: Wu Zhengyi, Peter H. Raven (Hrsg.): Flora of China. Band 25. Missouri Botanical Garden Press, St. Louis 2009, S. 473 (efloras.org).
2. 1 2  
F. G. Brieger, R. Maatsch, K. Senghas (Hrsg.): Rudolf Schlechter: Die Orchideen. 3. Auflage. Band I/B. Paul Parey, 1992, ISBN 3-489-78622-X, S. 1212.
3. 1 2 3  
H. Bechtel, Ph. Cribb, E. Launert: Orchideenatlas. 3. Auflage. Ulmer, Stuttgart 1993, ISBN 3-8001-6199-0, S. 448–449.
4. ↑  Vanda alpina. In: POWO = Plants of the World Online von Board of Trustees of the Royal Botanic Gardens, Kew: Kew Science, abgerufen am 10. April 2020.